# Notobranchaea
Notobranchaea is een geslacht van weekdieren uit de klasse van de Gastropoda (slakken).

## Soorten
- Notobranchaea bleekerae van der Spoel & Pafort-van Iersel, 1985
- Notobranchaea grandis Pruvot-Fol, 1942
- Notobranchaea hjorti (Bonnevie, 1913)
- Notobranchaea inopinata Pelseneer, 1887
- Notobranchaea longicollis (Bonnevie, 1913)
- Notobranchaea macdonaldi Pelseneer, 1886
- Notobranchaea tetrabranchiata Bonnevie, 1913
- Notobranchaea valdiviae Meisenheimer, 1905